# Groeipijn
Groeipijn is een type pijn in ledematen die relatief vaak voorkomt bij kinderen.
De oorzaken van groeipijn zijn niet bekend. Het wordt niet geassocieerd met groeispurten en heeft dus mogelijk geen verband met de groei van het kind. Sommige onderzoekers stellen voor om het meer neutrale recurrent limb pain in childhood (Engels voor "herhaaldelijke pijn in de ledematen tijdens de kindertijd") te gebruiken. Groeipijn wordt niet geassocieerd met een serieuze ziekte. Enkele theorieën rond de oorzaken zijn een slechte lichaamshouding, verstoorde bloeddoorstroming, vermoeidheid en psychologische oorzaken. Sommige ouders zien een verband tussen groeipijn en periodes van lichamelijke inspanning of regelmatige stemmingswisselingen in het kind.

## Pijnbeeld
Groeipijn komt typisch voor in de spieren, niet de gewrichten, meestal in de benen en minder vaak in de armen. De pijn wordt meestal zowel links als rechts gevoeld en treedt aan het einde van de dag of 's nachts op, waardoor het kind wakker wordt. De pijn kan variëren van licht tot zeer zwaar. De pijn verdwijnt tegen de ochtend, zonder huiduitslag of andere klinische tekenen van ontsteking achter te laten. De pijn kan elke nacht optreden of dagen- of maandenlang verdwijnen en dan weer terugkeren. Groeipijn verdwijnt meestal in de late kindertijd. Veel voorkomende groeipijn kan een aanzienlijk effect hebben op het leven van een kind.

## Epidemiologie
Uit onderzoek kwam naar voren dat groeipijn tussen de 3% en 49% van kinderen treft. Groeipijn lijkt in twee verschillende leeftijdsgroepen op te treden: in kinderen tussen 3 en 5 jaar oud, en in kinderen tussen 8 en 12 jaar oud. Er is echter geen epidemiologisch onderzoek bekend die deze waarneming kan ondersteunen. Hoe groeipijn wordt ervaren, kan sterk variëren van kind tot kind.

## Diagnose
De diagnose groeipijn wordt gesteld aan de hand van uiterlijke tekens zoals mank lopen. Laboratoriumonderzoek om andere oorzaken uit te sluiten wordt meestal niet gedaan als het kind de typische symptomen van groeipijn vertoont.
In sommige gevallen wordt abusievelijk de diagnose groeipijn gesteld, terwijl de patiënt in werkelijkheid het rustelozebenensyndroom (restless legs syndrome) heeft.

## Behandeling
Er is geen grootschalig onderzoek uitgevoerd naar de werkzaamheid van een bepaalde behandeling. Plaatselijke massage, een warm bad en pijnstillers als paracetamol worden veel gebruikt.